# Lean Nielsen
Lean Nielsen (født 28. januar 1935 i København, død 2. oktober 2000 i Gentofte) var en dansk forfatter, opvokset på Nørrebro med en turbulent barndom, der siden fik betydning for hans forfatterskab. Lean Nielsen fik efter endt skoletid først læreplads på landet, og gik sidenhen på sømandsskole i Svendborg. Som forfatter var Lean Nielsen autodidakt og debuterede først som 34-årig med digtsamlingen Fru Jensen in memoriam, og producerede ud over digte også radiospil, børnebøger og romaner.
Udgivelsen Ballader om vold og ømhed fra 1976 udgør et hovedværk i hans tidlige forfatterskab, hvor digte, roman og erindring forenes i et selvbiografisk epos om en drengs oplevelser fra sit 14. til 17. år.
Digtsamlingen Russiske kind- og mundkys (1997) blev Lean Nielsens sidste udgivelse. Posthumt udkom Cykelhjul. Breve fra Lean (2001).
Lean Nielsen er begravet på Assistens Kirkegård i København.

## Priser og æresbevisninger
- Dansk Blindesamfunds Radiospilpris 1977
- Otto Benzons Forfatterlegat 1982
- Drachmannlegatet 1983
- LO's kulturpris 1986
- Martin Andersen Nexø Legatet 1995

I 1986 fik Lean Nielsen tildelt Statens Kunstfonds livsvarig ydelse.